# 書院街 (雪梨)
書院街（英語：College Street）是澳洲新南威爾斯州雪梨商業中心區的一條700（2,300英尺）長的主要街道，北始皇后廣場及聖占士火車站以東的亞厘畢親王道（Prince Albert Road）、聖母道（St Mary's Road）及美術館道（Art Gallery Road）的相交處，延伸直至利物浦街的魏德倫廣場。該街道因街上的聖母主教座堂書院而得名。街道沿的東部邊界延伸，兩旁是澳洲博物館、雪梨文法學校、曲晏非立公園水上活動及健體中心、聖母主教座堂及澳洲國際書院。
街道上曾有電車軌道，1960年停運。